# 桑原潤
桑原 潤（くわはら じゅん、1930年3月1日 - 2003年2月26日）は、日本の実業家。ヤクルト本社社長、ヤクルトスワローズのオーナーを務めた。

## 来歴
熊本県出身（出生地は福岡県大牟田市）。三池高校、熊本大学工学部を卒業後、ヤクルト本社に入社。副社長時代の1987年7月に社長の松園尚巳が病に倒れると本社の業務を任され、1988年4月にヤクルト本社社長に就任した。
ヤクルトはプロ野球球団（ヤクルトスワローズ）を保有しており、松園がオーナーを務めていたが、球団については球団社長の相馬和夫がオーナー代行を兼任する形で運営を任されており、当初は桑原は球団運営には関わっていなかった。ところが自身が他球団のオーナーであるにもかかわらず大の巨人ファンとして有名だった松園は、この年に長嶋茂雄の息子・一茂の獲得に成功していたこともあり、一刻も早く長嶋監督就任を実現しようと、まだリーグ優勝チームすら決まっていないシーズン途中の10月3日に、桑原に命令して記者会見を開かせ、現監督関根潤三の任期中にもかかわらず（1989年までの3年契約）、現場の相馬の頭越しに「長嶋氏に来年度からの監督就任をお願いする」と表明させ、翌日には相馬が慌ててこれを取消す事態に発展した。長嶋は「関根監督の契約が一年残っている」と就任要請を固辞したが、松園はその後も長嶋招聘を諦めず、翌年夏に招聘構想が完全に打ち切られるまで、社内にはさまざまな混乱が発生した。
こうした社内状況もあって、桑原は1989年に入ると野球について勉強し始め、その中で当時野球評論家として名声を博していた元南海ホークス監督・野村克也の理論に触れる。野村の後妻・沙知代の長男であるダンは、1978年から1981年までヤクルトに選手として在籍し、引退後にはマイナーリーグ1Aのサリナス・スパーズのオーナーを務めていて、1989年シーズンには3人の選手（忰田幸也、鈴木康博、幸田正広）がヤクルトからサリナスへ野球留学で派遣されており、球団と野村家の間には以前から太いパイプがあった。
同年7月、財界筋から桑原に「野村氏がヤクルトなら、監督を引き受けるかもしれない」との情報がもたらされると、桑原は直ちに相馬に命じ、ダンを介して野村へのアタックを開始させた。野村の側も、若く魅力のある選手が揃い資金力も豊富で、講演・評論で2億5千万円程ほどの年収に相応しい相場の年俸を用意できるヤクルトからの誘いに対して、就任に前向きな姿勢を示し、野村招聘は順調に進むかに思われた。ところがその間に、相馬は桑原の意向に反して、この年限りでの現役引退を表明していた生え抜きの若松勉を監督に就任させようと画策し準備を進めていた。相馬は事前に松園から「いずれ若松を監督に」という言質を取り付けており、9月の時点では若松の次期監督就任がほぼ既成事実化しつつあった。桑原は川上哲治ら球界の大物に会って相談したが、川上らはいずれも若松案を支持した。
しかし桑原は野村の招聘を諦めず、球団経営に直接参加するために相馬のオーナー代行職を解き、自らがオーナー代行に就任して野村招聘案への一本化を決定。10月初旬には野村と会食し、全面的なバックアップを約束して野村から就任受諾を取り付けた。野村の就任会見で桑原は「野村監督は、私が中心となって決めました。私がオーナー代行も兼ね、全社をあげてバックアップします」と宣言し、野村も「桑原社長には高く評価してもらったのだと思う」と語った。
1991年3月からは正式に球団オーナーに就任。桑原の在任中、ヤクルトスワローズは野村の下でセ・リーグ優勝4回、日本一3回の好成績を残した。初年度の1990年は前年（4位）より順位を落として5位だったものの、その後は3位→リーグ優勝→日本一と、野村の監督就任以後チームは順調に順位を上げていた。ところが相馬が完全に球団から離れた1994年に、リーグ三連覇を期待されていたチームは、戦力の根幹である古田敦也らの怪我によって、一転して最下位寸前にまで転落してしまった（最終戦で横浜との直接対決に勝利して辛うじて最下位を回避）。
1995年3月下旬に催されたヤクルトスワローズの激励会で壇上に立った桑原は、チームスタッフおよび担当記者らが居並ぶ前で「（この年で野村の二回目の3年契約が満了するため）おそらく野村監督も今季が最後だろうと思いますので」と言ってしまった。この発言に対し続いて壇上に立った野村は「ただいまのオーナーの談話によると、私は今季が最後だそうで…、まあボチボチやらしてもらいますよ」と返した。ところがこの年、ヤクルトは開幕から快進撃を続けて優勝したので、フジサンケイグループが野村の続投を強く要望した。そのため桑原は野村に謝罪して野村との契約を更新する（翌1996年から1998年まで三回目の3年契約）とともに、同年のドラフト会議で野村の希望通りに息子の野村克則（カツノリ）を指名し、入団させた。この一件は両者の間に大きなしこりを残し、野村はヤクルト退団後、自分の野球理論を高く評価してくれたのは桑原ではなく相馬であると主張するようになり、監督に就任したのも桑原ではなく相馬に必死に頼み込まれたからであると主張するようになった。
1996年6月には本社会長となったが、1998年3月、ヤクルト本社で熊谷直樹がデリバティブ（金融派生商品）取引など財テクの失敗で1000億円余の多額の損失を発生させた事件の責任を取り、同年6月に本社会長および球団オーナーを辞任。野村も契約満了にともないこの年限りで退団し、翌年から阪神タイガースの監督に転じた。
その後はヤクルト・バイオサイエンス研究財団の理事長を務めていた。2003年2月26日、肝不全のため東京都渋谷区の自宅で死去。72歳没。